# Fundamentalgrupp
Begreppet fundamentalgrupp är ett av de mest grundläggande i algebraisk topologi. För varje punkt i ett topologiskt rum finns en fundamentalgrupp, en grupp i matematisk mening, som ger information om rummets endimensionella struktur. Fundamentalgruppen är en topologisk invariant och utgör den första homotopigruppen.

## Intuition och definition
Innan vi ger oss på en definition av fundamentalgruppen ska vi försöka ge en mer intuitiv, icke-matematisk beskrivning av grundidén bakom den. 
Tänk dig en underjordisk myrstack med en liten utgång uppe vid markytan. Varje dag ger sig myrorna ut på promenad i olika riktningar. Myrorna är nyfikna kryp med god orienteringsförmåga - de återvänder aldrig till myrstacken tillbaka längs den väg de kom, men hittar ändå alltid tillbaka hem. Två myror som promenerar parallellt med varandra börjar med tiden slå följe längs med en gemensam bana. Efter en viss tid återstår bara de promenader som åtskiljs av någon form av hinder, exempelvis hål i marken, så att promenaderna inte kan kombineras till en. Varje myrstack, eller punkt i rummet, är associerad med en grupp sådana promenader, eller slingor, som beskriver det omgivande rummets grundläggande struktur - var hålen finns etc. Dessa promenader bildar rummets fundamentalgrupp. 
En mer exakt definition: Låt X vara ett topologiskt rum låt x0 var en punkt i X, och låt som vanligt [0,1] beteckna det slutna intervallet av reella tal mellan 0 och 1. Vi betraktar mängden kontinuerliga funktioner f : [0,1] → X med egenskapen f(0) = x0 = f(1). Dessa funktioner kallas slutna kurvor eller öglor  med baspunkt x0. Två sådana öglor, f och g, sägs vara homotopa om det finns en kontinuerlig funktion h : [0,1] × [0,1] → X sådan att för alla t i [0,1] är h(t,0) = f(t), h(t,1) = g(t) och h(0,t) = x0 = h(1,t). En funktion h med dessa egenskaper sägs vara en homotopi mellan f och g. Egenskapen "att vara homotop med" utgör en ekvivalensrelation, och de motsvarande ekvivalensklasserna kallas homotopiklasser, och homotopiklassen av f betecknas med [f]. Fundamentalgruppen av X i punkten x består som mängd av alla homotopiklasser av öglor i X med baspunkt x.
Produkten f * g av två öglor f och g definieras genom att låta (f * g)(t) = f(2t) om t finns i [0,1/2] och (f * g)(t) = g(2t-1) om t finns i [1/2,1]. 
Detta betyder att öglan f * g först följer öglan f med "dubbla hastigheten" och sedan g med dubbla hastigheten. 
Produkten av två homotopiklasser av öglor [f] och [g] kan sedan definieras som [f * g]. Man kan visa att en sådan produkt är oberoende av vilka instanser av f och g man väljer, och att produkten uppfyller gruppaxiomen. Identitetselementet är den konstanta avbildningen till baspunkten och inversen uppfyller att [f]−1 = [g], om g(t) = f(1-t), dvs "en invers av en ögla är öglan genomlupen baklänges". 
Fundamentalgruppen av X i punkten xo betecknas π1(X,x0) eller enklare π(X,x0) 
I det allmänna fallet är fundamentalgruppen beroende av vilken baspunkt man väljer, men det visar sig att upp till isomorfi har valet inte någon betydelse om rummet X är bågvis sammanhängande. För sådana X kan fundamentalgruppen därför definieras utan hänsyn till x0 och därför betecknas π(X) istället för π(X, x0) utan att tvetydigheter uppstår så länge vi inte skiljer på isomorfa strukturer.

## Exempel
I många rum, som Rn eller någon konvex delmängd av Rn, bildar alla öglor en enda homotopiklass och fundamentalgruppen blir därför trivial. Ett bågvis sammanhängande rum med en trivial fundamentalgrupp sägs vara enkelt sammanhängande.
Ett intressantare fall är cirkeln där varje homotopiklass består av alla öglor som lindar sig runt cirkeln ett visst antal gånger (medurs eller moturs). Produkten av en slinga som lindar sig runt cirkeln m gånger och slingan som lindar sig runt n gånger är en slinga som lindar sig runt m + n gånger. Cirkelns fundamentalgrupp är alltså isomorf med Z, gruppen av alla heltal. Detta faktum kan användas för att hitta bevis för Brouwers fixpunktssats och Borsuk-Ulams sats i två dimensioner.
Eftersom fundamentalgruppen är en homotopiinvariant är teorin om det komplexa planets omloppstal minus en punkt densamma som för cirkeln. 
Till skillnad från homologi- och homotopigrupper för topologiska rum av högre dimension, behöver inte fundamentalgruppen vara en abelsk grupp. Till exempel är fundamentalgruppen för en graf {\displaystyle G} en fri grupp med kardinalitet {\displaystyle 1-\chi <(G)}, 1 minus {\displaystyle G}:s Eulerkarakteristik. Ett mer komplicerat fall av ett rum med en icke-abelsk fundamentalgrupp är treklöverknutens komplement i R3.

## Tillämpningsexempel
Fundamentalgruppen kan användas som hjälpmedel för att analysera värdet av kurvintegraler, i situationer där nollhomotopa kurvor har integralen noll.
Ett exempel på detta ger varje analytisk funktion som är definierad i ett bågvis sammanhängande men inte enkelt sammanhängande öppet delområde Ω av det komplexa talplanet. Integralen för en ögla (sluten kurva) i Ω beror bara av öglans homotopiklass, och kan därför ofta bestämmas genom listiga val av homotopa öglor; och integralen för kurva mellan olika punkter i Ω bestäms genom att man bestämmer integralen för någon kurva mellan dessa punkter, samt för den slutna kurva som dessa två bestämmer tillsammans. Detta är grunden för residykalkylen.
Ett annat exempel ger energiförändringen för en punktformig kropp som rör i ett fysikaliskt kraftfält, definierat i ett område sådant att varje enkelt sammanhängande delområde är konservativt.

## Funktorialitet
Om f : X → Y är en kontinuerlig avbildning, x0∈X, y0∈Y och f(x0) = y0, kan varje slinga i X med baspunkt x0 avbildas med f till en slinga i Y med baspunkt y0. Denna operation är kompatibel med homotopiekvivalensrelationen och bildandet av slingor, vilket gör att vi får en grupphomomorfism från π(X, x0) till π(Y, y0). Denna homomorfism betecknas π(f) eller f*. Vi får alltså en funktor från kategorin med topologiska rum med en baspunkt till kategorin med grupper.
Denna funktor, visar det sig, kan inte urskilja kontinuerliga avbildningar som är homotopiska gentemot baspunkten: Om f och g : X → Y är kontinuerliga avbildningar där f(x0) = g(x0) = y0, och f och g är homotopiska visavi x0, då är f* = g*. Följaktligen har två homotopiskt ekvivalenta bågvis sammanhängande rum isomorfa fundamentalgrupper.

## Relationen till första homologigruppen
Det finns ett samband mellan fundamentalgrupperna hos ett topologiskt rum X och dess första singulära homologigrupp eftersom en slinga också är en singulär 1-cykel. En avbildning av varje slingas homotopiklass i baspunkt x0 på slingans homologiklass ger en homomorfism från fundamentalgruppen π(X,x0) till homologigruppen H1(X). 
Om X är bågvis sammanhängande är denna homomorfism surjektiv och dess kärna är kommutatordelgruppen till π(X,x0) vilket gör H1(X) isomorft med den homomorfism som knyter fundamentalgruppen π(X.x0) till en abelsk grupp.

## Besläktade begrepp
Fundamentalgruppen mäter strukturen för 1-dimensionella hål hos ett rum. För att studera hål av högre dimension används homotopigrupper av högre ordning, där elementen i den n:te homotopigruppen av X utgörs av homotopiklasser av avbildningar (som bevarar en baspunkt) av sfären Sn till X.